# ГЕС-ГЕС Pānjiākǒu
ГЕС-ГЕС Pānjiākǒu (潘家口水电站) — гідроакумулювальна електростанція на сході Китаю у провінції Хебей. Знаходячись перед ГЕС Dàhēitīng (21,6 МВт), входить до складу каскаду на річці Луанхе, яка впадає до Бохайської затоки за сотню кілометрів на схід від Тяньцзіня.
На початку 1980-х Луанхе перекрили бетонною гравітаційною греблею висотою 108 метрів та довжиною 1039 метрів. Вона утримує водосховище об'ємом 2062 млн м3 (корисний об'єм 1732 млн м3) та припустимим коливанням рівня поверхні в операційному режимі між позначками 180 та 222 метри НРМ (під час повені рівень може зростати до 227 метрів НРМ, а об'єм до 2930 млн м3). Пригреблевий машинний зал обладнали однією турбіною типу Френсіс потужністю 150 МВт, яка отримує живлення через водовід діаметром 7,5 метра.
На початку 1990-х комплекс доповнили другою чергою, здатною виконувати функцію гідроакумулювання. Вона складається із трьох оборотних турбін типу Френсіс номінальною потужністю по 90 МВт, котрі живляться через водоводи діаметром по 5,6 метра. Потрібний їм нижній резервуар створили за допомогою зведеної за 5,5 км нижче по течії Луанхе бетонної греблі висотою 29 метрів та довжиною 1098 метрів. Вона утримує сховище з об'ємом 10 млн м3 (корисний об'єм 4,5 млн м3) та припустимим коливанням рівня поверхні в операційному режимі між позначками 139 та 144 метри НРМ (під час повені рівень може зростати до 150 метрів НРМ, а об'єм до 31,7 млн м3). При греблі нижнього резервуара також діє невеликий машинний зал із двома бульбовими турбінами потужністю по 5 МВт.
Під час роботи у генераторному режимі турбіни використовують напір від 36 до 85 метрів (номінальний напір 72 метри), тоді як під час закачування вони забезпечують підйом на висоту від 54 до 70 метрів.
Проєктний річний виробіток комплексу становить 564 млн кВт·год електроенергії, в тому числі 208 млн кВт·год за рахунок гідроакумулювання.
Зв'язок з енергосистемою відбувається по ЛЕП, розрахованій на роботу під напругою 220 кВ.